# Anaal Nathrakh
Az Anaal Nathrakh angol metal együttes. 1998-ban alakultak Birminghamben, nevüket a Merlin-legendából választották. Első nagylemezüket 2001-ben adták ki. Lemezkiadóik: FETO Records, Season of Mist, Mordgrimm, Candlelight Records, Metal Blade Records.
A zenekar zenéjét több stílusba is sorolják: szimfonikus black metal, black metal, death metal, grindcore, indusztriális metal. Stílusukat általában az extrém metal műfajába sorolják. Továbbá az indusztriális death metal indusztriális black metal, blackened death metal műfajokba is sorolják zenéjüket.

## Tagok
- Mick Kenney ("Irrumator") – gitár, basszusgitár, dob, dobgép, programozás (1999-)
- Dave Hunt ("V.I.T.R.I.O.L. (Visita Interiora Terræ Rectificando Invenies Occultum Lapidem)") – ének (1999-)

### Korábbi tagok
- Leicia – basszusgitár (1999–2000)

## Diszkográfia

### Stúdióalbumok
- The Codex Necro (2001)
- Domine Non Es Dignus (2004)
- Eschaton (2006)
- Hell is Empty and All the Devils are Here (2007)
- In the Constellation of the Black Widow (2009)
- Passion (2011)
- Vanitas (2012)
- Desideratum (2014)
- The Whole is the Law (2016)
- A New Kind of Horror (2018)
- Endarkenment (2020)